# Konstantin Kostadinov
Konstantin Kostadinov (nacido el 25 de marzo de 2003 en Burgas, Bulgaria) más conocido como Kostas, es un jugador de baloncesto búlgaro de 2,04 metros de estatura que juega en la posición de alero, actualmente pertenece a la plantilla de La Laguna Tenerife, equipo que milita en la Liga ACB.

## Trayectoria
Kostadinov se formó en las categorías inferiores del BC Delfin Burgas de su ciudad natal. En 2016, con apenas 13 años ingresó en la cantera del Real Madrid para formar parte del infantil A. Más tarde, pasaría por sus equipos cadete y junior, hasta llegar al Real Madrid Baloncesto "B" de Liga EBA en 2019.
Durante las temporadas 2019-20 y 2020-21, alternaría el equipo junior con el Real Madrid Baloncesto "B" de Liga EBA.
En la temporada 2020-21, Kostadinov disputó un total de once partidos con el Real Madrid Baloncesto "B", promediando 18,05 minutos en pista con 6,4 puntos, 3,2 rebotes y 1,1 asistencias. 
En 2021, lograría ser campeón del Torneo sub-18 Adidas Next Generation, disputado en Valencia.
El 6 de agosto de 2021, firma por el Palmer Alma Mediterránea de la LEB Oro.
El 4 de agosto de 2022 firma por el Lenovo Tenerife de la Liga Endesa por cinco temporadas y se marcha en calidad de cedido al Palencia Baloncesto de la LEB Oro, para disputar la temporada 2022-23. Con el conjunto palentino disputó un total de 40 partidos en los que promedió 6,5 puntos y 3,3 rebotes por encuentro, donde lograría el título de la Copa Princesa y el ascenso a Liga Endesa. El búlgaro mejoró sus números en el playoff y Final Four hasta los 7 puntos y 4,2 rebotes por encuentro.
El 1 de agosto de 2023, firmó por el Club Baloncesto Lucentum Alicante de la Liga LEB Oro, cedido por el Lenovo Tenerife para jugar con este equipo la temporada 2023-2024.